# Прапор Ла-Ріохи
Прапор Ла-Ріохи один із символів автономної спільноти Ла-Ріоха. Його використання було санкціоновано колишнім керівним органом провінційної ради провінції Логроньо в 1979 році, і він фігурує в Статуті автономії Ла-Ріоха 1982 року, де зазначено, що прапор складається з чотирьох горизонтальних смуг однакового розміру з червоним, білим, зеленим і жовтим кольорами. 
Крім того, подібно до прапора Іспанії, у центрі прапора може бути зображений герб, зокрема герб Ла-Ріохи.  Його використання є обов'язковим для державних органів та організацій. Вважається разом із гербом Ла-Ріохи та гімном Ла-Ріохи одним із «символів ідентичності Ріохи».

## Історія

### Плебісцит

Прапор колишньої провінційної ради Логроньо. Він не був прийнятий офіційно, але використовувався інституційно.

Після того, як провінційна рада оголосила про свій намір вжити процедурних заходів щодо регіональної автономії, у червні 1977 року вона відкрила форум, на якому населення Ріохи могло надіслати свої пропозиції щодо створення прапора. Місцеві газети, зацікавилися цією ідеєю та розпочали кампанію з червня по липень 1977 року, щоб популяризувати її. Політики Ріохи вважали цю пропозицію низькопріоритетною або передчасною. З 260 отриманих пропозицій одинадцять були попередньо відібрані за порадою вексилолога Вісенте де Каденаса і Вісента. 5 серпня 1977 року відбулася загальна асамблея, і п’ять із цих одинадцяти пропозицій були винесені на всенародне голосування.
Між 1 і 15 вересня 1977 року відбувся плебісцит, яким керував Феліпе Абад Леон, офіційний літописець. Було подано від 15 000 до 20 000 голосів. Незважаючи на ці зусилля, процес нікуди не пішов. Перемогли думки та заяви, які стверджували, що затверджувати прапор було занадто рано або занадто недоцільно; процес був частково зупинений президентом провінційної ради Хуліо Луїсом Фернандесом Севільєю. Після цієї невдалої спроби про прийняття прапора політики забули.

### Народні рухи
Навесні 1977 року група студентів мадридського університету, відома як Colectivo Riojano, звернулася до фахівця з геральдики Хосе Марії Оріа де Руеда, який створив різні проєкти, використовуючи п’ять кольорів герба Ріохи: червоний, білий, зелений, жовтий і синій.
Проєкти були винесені на голосування у вересні 1977 року, і хоча вибір прапора не був остаточно визначений голосуванням, процес популяризував проблему, яка стала проблемою для широкої громадськості, а не лише для політиків. Дизайн, який таки виграв, був одним з Оріа де Руеда, але він не був офіційно прийнятий урядом.
Під час тижня Ла-Ріоха в Мадриді (листопад 1977 року), організованого Colectivo Riojano, було створено прапор, розфарбований балончиком чотирма кольорами: білий вертикально та червоний, зелений і жовтий горизонтально. Згодом, навесні 1978 року, Colectivo Riojano також розповсюдила кілька наклейок овальної форми з чотириколірним дизайном, які набули свого теперішнього вигляду. У тому ж році цей прапор почав з’являтися на фестивалях у різних містах, хоча він не мав офіційного дозволу. Він з’явився, наприклад, у відродженій вуличній вечірці Сан-Хуана в Арнедо, де він вперше з’явився на вершині Пенья Лубумбас. 
Головним поштовхом до прийняття прапора стало його використання під час свята, відомого як «I Día de La Rioja», яке відзначалося в Нахері в жовтні 1978 року. З цього моменту різні регіональні організації взяли прапор для свого використання. У січні 1979 року деякі жителі Аро попросили свого мера вивісити прапор над ратушею, оскільки інші ратуші вже робили це раніше. Асоціація «Amigos de La Rioja» надіслала листа президенту провінційної ради з проханням розвіяти прапор над Провінційним палацом (Palacio de la Diputación). 
Прапор, відомий на той час як «куатриколор», майорів з різних куточків Ла-Ріохи, і на багатьох малюнках прапора червона частина прапора набувала більше темнішого кольору, що наближало його до кольору червоного вина.
У травні 1979 року прапор замайорів над горою Латурсе під час святкування «Día de Clavijo».

### Офіційне використання
Тиск з боку громадськості, а також підтримка міських рад Ла-Ріохи, призвели до офіційного затвердження прапора урядом. У серпні 1979 року запит щодо прапора був розісланий до міських рад по всій спільноті, в результаті 115 рад схвалили прапор, 51 утримався і вісім були проти.
14 серпня 1979 року на пленарному засіданні Ради провінції остаточно схвалено прапор: політичні партії UCD і PSOE проголосували 17 голосами за прапор, Coalición Democrática утрималися (7 членів). 15 вересня на святі Матері Божої Вальванерської з балкону ради вперше злетів «куатриколор».
Згодом, зі створенням автономної спільноти Ла-Ріоха, прапор був визначений як один із символів ідентичності Ріохи.

## Кольори

### Тони

Чотири горизонтальні смуги, які утворюють прапор Ла-Ріохи (без герба).

Кольори прапора визначені в статуті просто як «червоний, білий, зелений і жовтий» без уточнень. У 1985 році конкретні тони та використання були детально описані в «Programa de Identidad Corporativa».  У ньому зазначено наступне:
- Червоний: теплий червоний Pantone
- Зелений: Pantone 354
- Жовтий: Pantone 109
- Білий: чисто білий, без еквівалента Pantone

Проте у 2003 році уряд Ла-Ріохи видав нову інструкцію щодо специфікацій.  
У ньому зазначено наступне:
- Червоний: Pantone 485
- Зелений: Pantone 368
- Жовтий: Pantone 123

У посібнику пояснювалося, що ці специфікації є адаптацією, а не заміною, і що зміни в специфікаціях Pantone мали вноситися поступово.

### Символізм
Значення кольорів прапора трактується по-різному в різних джерелах, але в офіційному акті про затвердження прапора тлумачення було таким:
- Червоний: виноградники
- Білий: світло
- Зелений: фруктовий сад
- Жовтий: родючість

Офіційне значення кольорів подається як:
- Червоне вино
- Білий: річка, небо
- Зелений: поля, сади, гори, ліси
- Жовтий: землі, пам'ятники

Чотири кольори з’явилися разом із синім у гербі регіональної ради.

## Використання

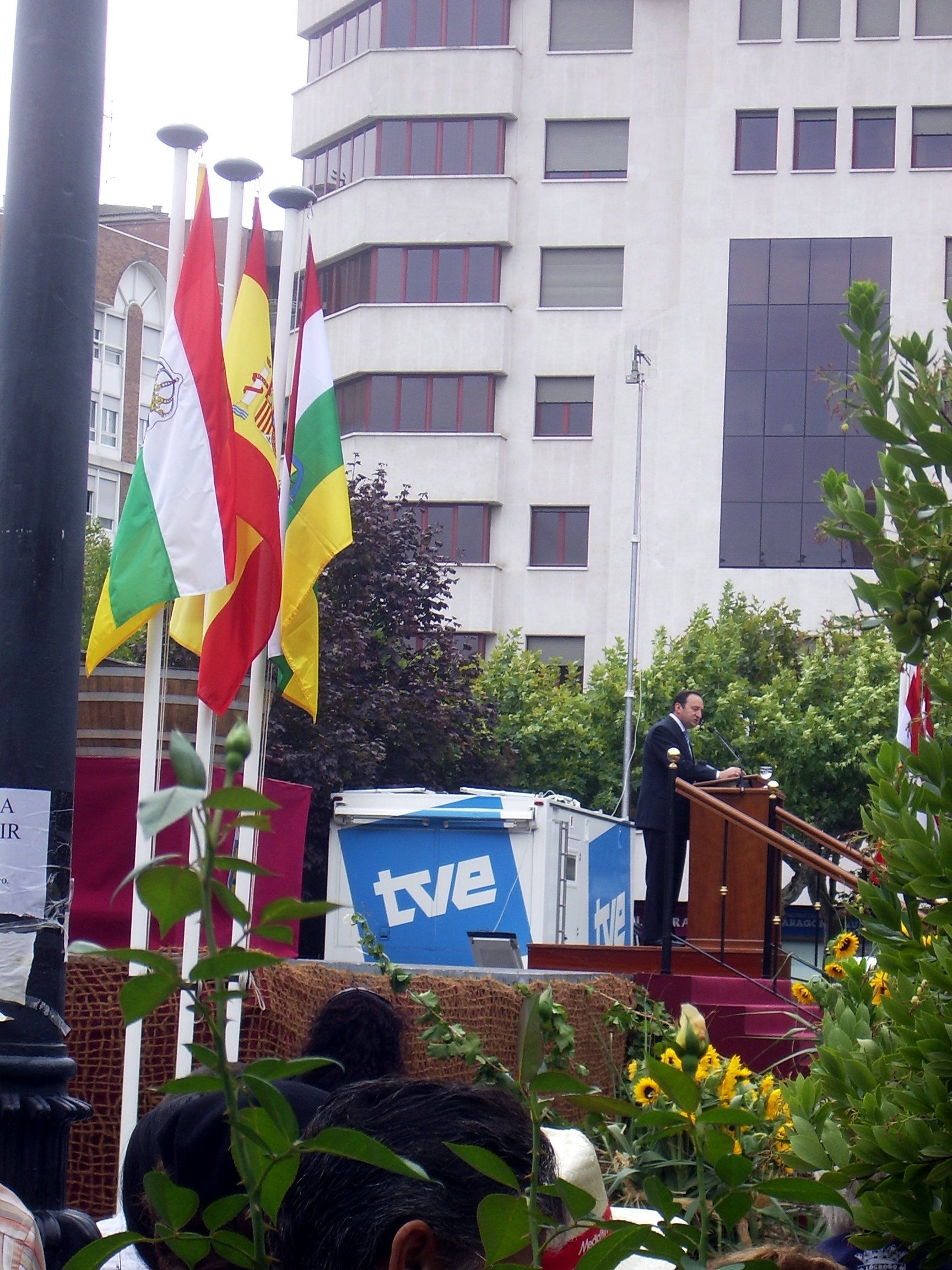
Прапори Ла-Ріохи та Іспанії під час офіційного заходу за участю президента громади.

У Статуті 4 від 31 травня 1985 року в розділі 1 (статті 3, 4 і 5) детально описано правильне використання прапора Ріохи:
- Він використовуватиметься поряд з прапором Іспанії, і він повинен майоріти зовні всіх громадських будівель на території Ла-Ріохи та займати чільне місце всередині цих будівель.
- Він використовуватиметься для всіх офіційних подій, що відзначаються в автономній спільноті.
- Коли прапор Ла-Ріохи використовується поряд із прапором Іспанії, прапор Іспанії завжди буде займати першочергове місце над прапором Ла-Ріохи, відповідно до положення, викладеного в статті 6 Статуту 39 від 28 жовтня 1981 року.

Якщо майорить непарна кількість прапорів, прапор Ла-Ріохи буде розміщено ліворуч від прапора Іспанії – ліворуч, якщо на нього дивитися. Якщо майорить парна кількість прапорів, прапор Ріохи буде праворуч від прапора Іспанії, якщо дивитися на нього. Розмір прапора Ла-Ріохи не може бути більшим, ніж прапор Іспанії, і він не може бути меншим, ніж розмір інших прапорів, коли вони показуються або вивішуються разом.
У статті 10 зазначено, що прапор не може використовуватися як основний символ будь-якої профспілки, бізнес-асоціації, політичної партії, приватної організації чи особи. Його використання на комерційній упаковці та продуктах вимагає дозволу уряду Ла-Ріохи.

## Прапор Ла-Ріохи в ЗМІ
- Хоча прапор не має офіційної назви, неофіційно він відомий як «куатриколор». Запропонована альтернативна назва — абревіатура «roblanvera» на основі іспанських назв кольорів прапора: ro jo- blan cover de- a marillo. [9]

### Загальні довідники
- Centro de estudios plíticos y Constitucionales. Досьє: Los símbolos de las Comunidades Autónomas

## Зовнішні посилання
- Definición y usos de la bandera según el gobierno de La Rioja
- La Bandera de La Rioja en Bermemar
- La cuatricolor del pueblo en LaRioja.com [Архівовано 2014-07-14 у Wayback Machine.]  </link>
- Sobre la bandera de La Rioja